# Stielporlinge
Die Stielporlinge (Polyporus) sind eine ehemals große, aktuell sehr kleine, aus drei Arten bestehende Porlingsgattung aus der Familie der Stielporlingsverwandten (Polyporaceae).
Die Typusart ist der Sklerotien-Stielporling (Polyporus tuberaster).

## Merkmale

### Makroskopie
Die Arten der Gattung Polyporus (aus dem Griechischen „mit vielen Poren“) bilden zentral bis lateral gestielte oder mehrfach baumartig verzweigt-gestielte, einjährige, holzbewohnende Fruchtkörper mit hutunterseits röhrenförmigem Hymenophor aus.  Im Fall des Eichhasen (Polyporus umbellatus) sind die Fruchtkörper scheinbar bodenbewohnend, da sie einem glatt berindeten Sklerotium entspringen, welches in Symbiose mit Hallimasch-Arten an Baumwurzeln gebildet wird. Die Trama der Fruchtkörper ist frisch fleischig und wird beim Trocknen spröde. Der Stiel ist bei allen Arten hell gefärbt und wird auch im Alter nicht dunkel oder schwarz. Das Sporenpulver ist weiß bis cremefarben. Die Typusart (Polyporus tuberaster) und der Eichhase bilden sogenannte Sklerotien oder „Pilzsteine“ unterschiedlicher Gestalt aus.

### Mikroskopie
Das Hyphensystem erscheint monomitisch, da die generativen Hyphen den Fruchtkörper dominieren. Es treten jedoch auch Skelett- und Bindehyphen auf, die bis zu 17 μm breit angeschwollen sein können, sodass das Hyphensystem trimitisch ist. Die Sporen sind zylindrisch geformt.

## Ökologie
Die Arten der Gattung leben als Saprobionten auf diversen Hölzern oder an Wurzeln und erzeugen im befallenen Holz eine Weißfäule. Der Eichhase lebt in Symbiose mit Hallimascharten wie z. B. Armillaria gallica oder Armillaria cepistipes, deren Anwesenheit für die Bildung von Sklerotien benötigt wird.

## Arten
Die Gattung umfasst weltweit 1–3 Arten. In Europa kommen damit 1 bis 2 Taxa – je nach Gattungsauffassung – vor.
| Stielporlinge (Polyporus) in Europa |                         |                                        |
| \| Deutscher Name \| Wissenschaftlicher Name \| Autorenzitat \| \| ------------------------------------- \| ----------------------- \| -------------------------------------- \| \| Sklerotien- oder Klumpen-Stielporling \| Polyporus tuberaster \| (Jacquin 1797 : Fries 1821) Fries 1821 \| \| Eichhase oder Ästiger Büschel-Porling \| Polyporus umbellatus \| (Persoon 1801 : Fries 1821) Fries 1821 \| |                         |                                        |
| Deutscher Name | Wissenschaftlicher Name | Autorenzitat                           |
| Sklerotien- oder Klumpen-Stielporling | Polyporus tuberaster    | (Jacquin 1797 : Fries 1821) Fries 1821 |
| Eichhase oder Ästiger Büschel-Porling | Polyporus umbellatus    | (Persoon 1801 : Fries 1821) Fries 1821 |

## Systematik
Früher wurden viele stielporlingsartige Pilze zu Polyporus gestellt. Genetische Studien zeigen jedoch, dass die Gattung polyphyletisch ist. Mittlerweile werden die meisten ehemaligen Arten den Gattungen Cerioporus, Cladomeris, Favolus, Lentinus, Neofavolus und Picipes zugeordnet. Damit reduziert sich die ehemals große Gattung je nach Auffassung, auf weltweit nur noch ein bis drei Arten. Neben dem Gattungstypus, dem Sklerotien-Porling (Polyporus tuberaster), sind dies der Eichhase (Polyporus umbellatus) und der in China vorkommende Polyporus hapalopus.
Der Eichhase fällt durch den verzweigten Stiel und seine Mehrhütigkeit auf, weshalb er bereits vielen Gattungen zugeordnet wurde, so z. B. Cladodendron, Cladomeris, Dendropolyporus, Grifola, Merisma oder Polypilus. Ob er nun wieder in der Gattung Polyporus steht oder doch als Cladomeris umbellata eine monotypische Gattung bildet, hängt davon ab, wie eng die Gattung Polyporus s. str. aufgefasst wird.
innerhalb der Stielporlingsverwandten (Polyporaceae) ist die Gattung der Stielporlinge im engen Sinn am nächsten mit den Gattungen wie z. B. Cerioporus, Cladomeris (wenn man sie als eigenständig anerkennt), Datronia, Datroniella, Echinochaete, Favolus, Melanoderma, Neodatronia, Neofavolus, Picipes und  Pseudofavolus verwandt. Die Stammbäume der aktuellen Studien widersprechen sich jedoch in Bezug auf die genauen Verzweigungen, so z. B. hinsichtlich der Position von Favolus und Neofavolus.
Aufgrund der zwar konvergent entstandenen, äußerlich ähnlichen Fruchtkörperform wird die Gattung Polyporus entgegen der molekularphylogenetischen Erkenntnisse teils auch weiterhin in mehr oder weniger breiter Auffassung morphologisch definiert. So halten beispielsweise Bao-Kai Cui et al. in ihrer Zusammenstellung der Stielporlingsartigen Chinas an einem auch gemäß der eigenen Stammbäume polyphyletischen, breiten Gattungskonzept fest.

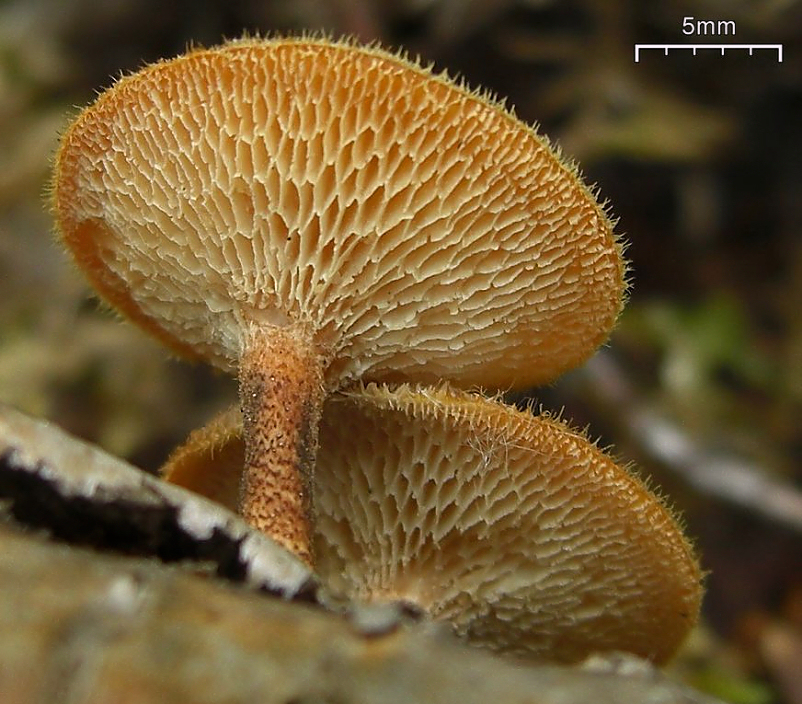
Weitlöcheriger oder Borstrandiger Stielporling Lentinus arcularius
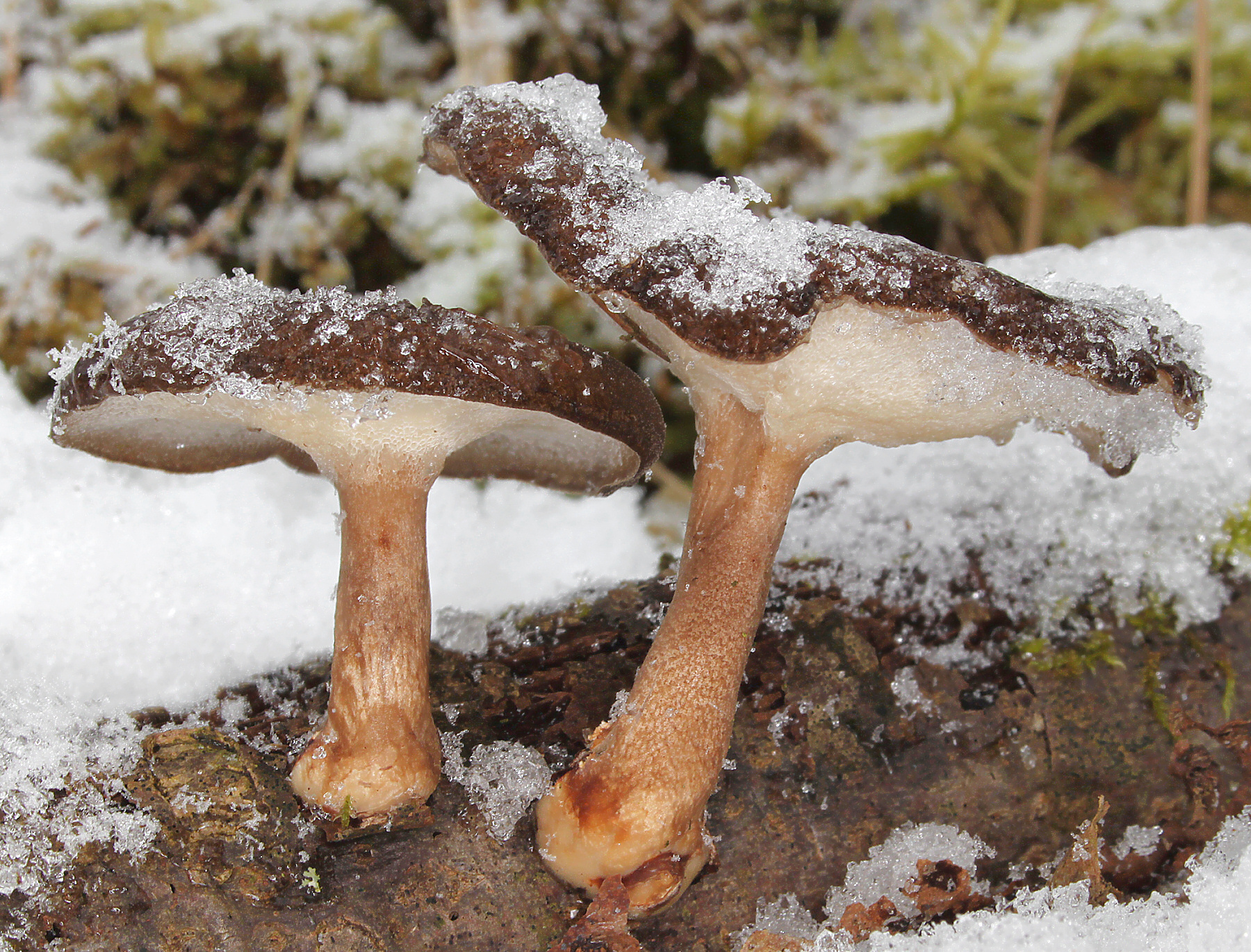
Winter-Stielporling Lentinus brumalis
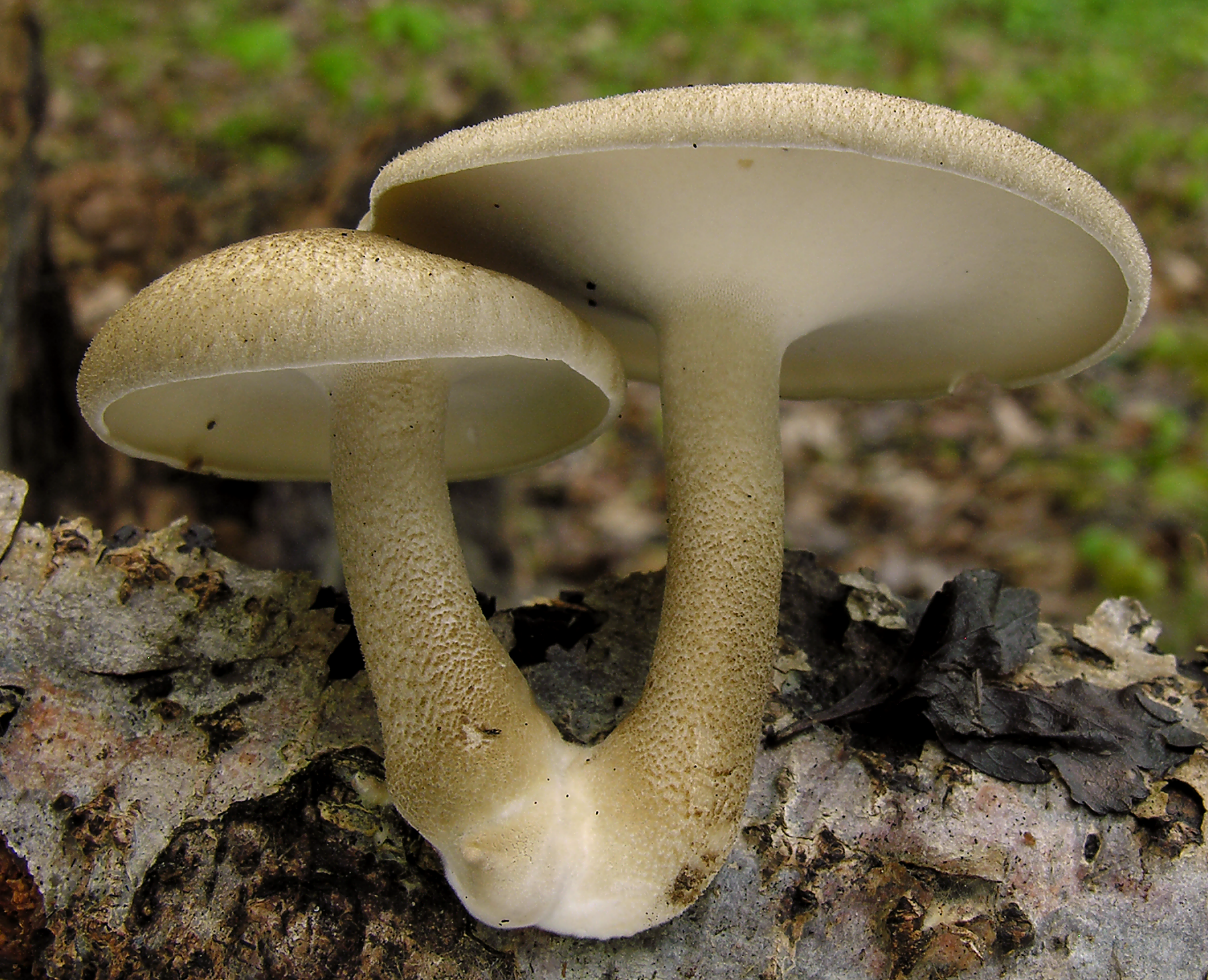
Mai- oder Sommer-Stielporling Lentinus substrictus
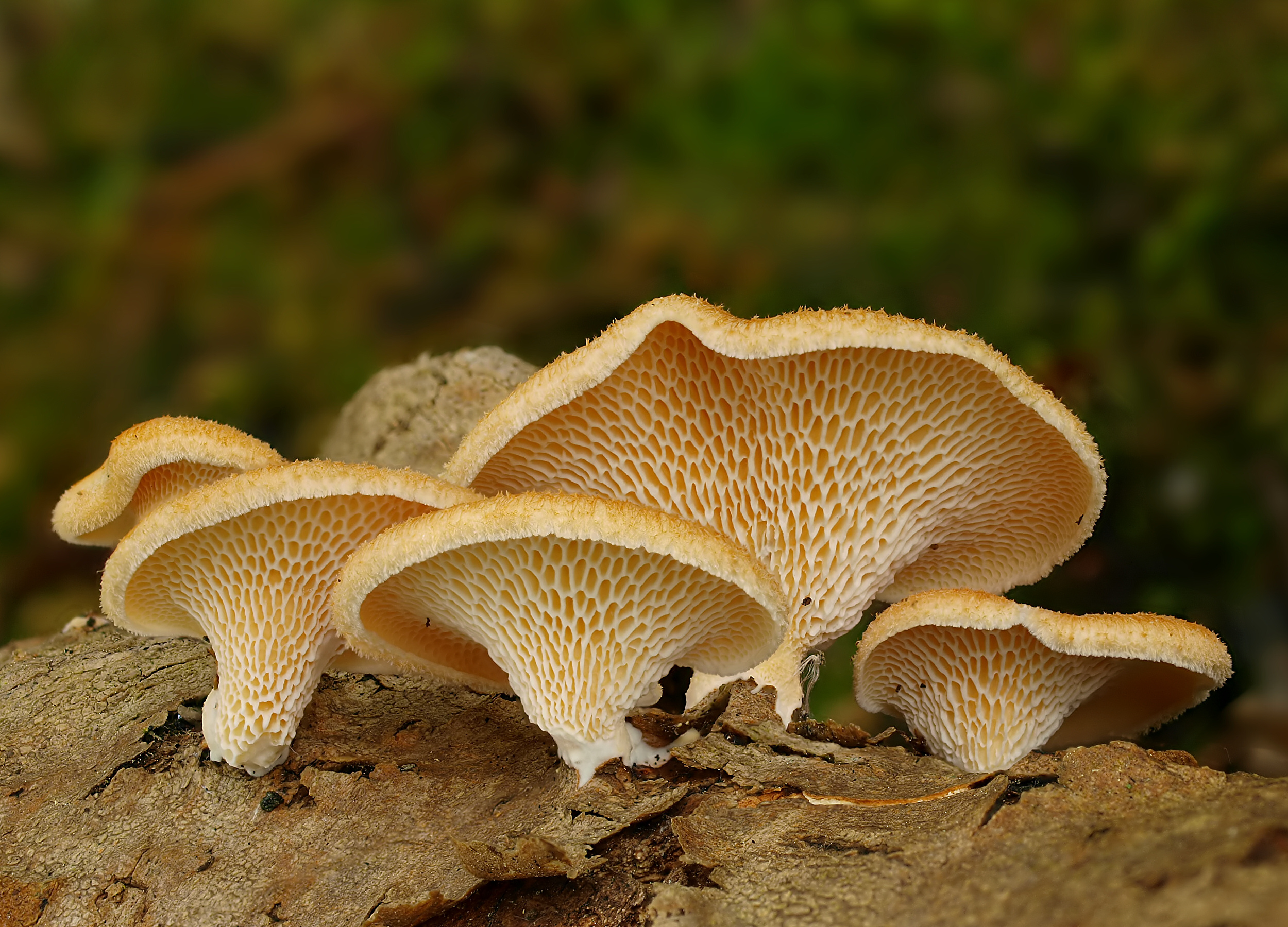
Waben-Stielporling Neofavolus alveolaris
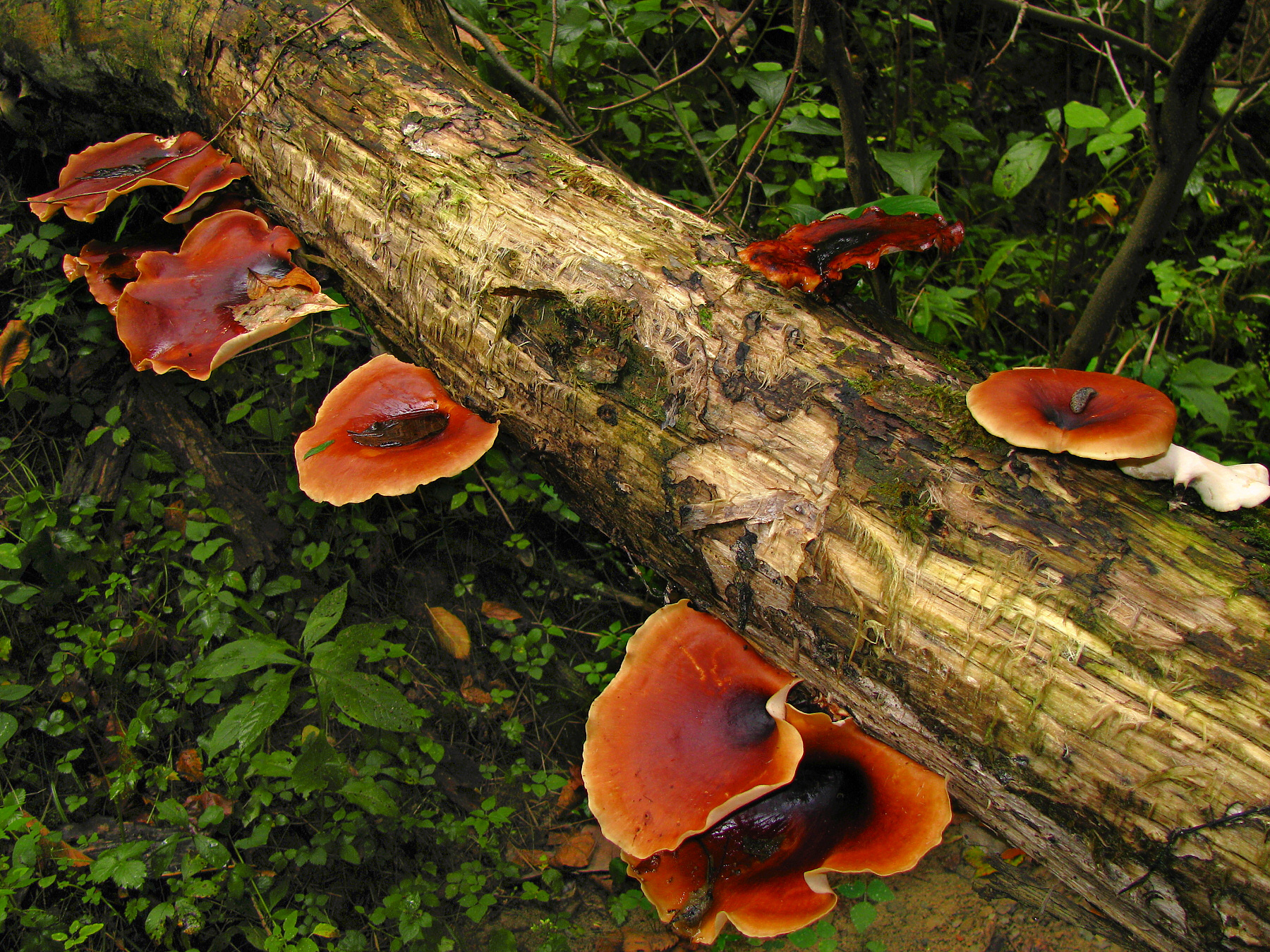
Kastanienbrauner oder Braunroter Stielporling Picipes badius
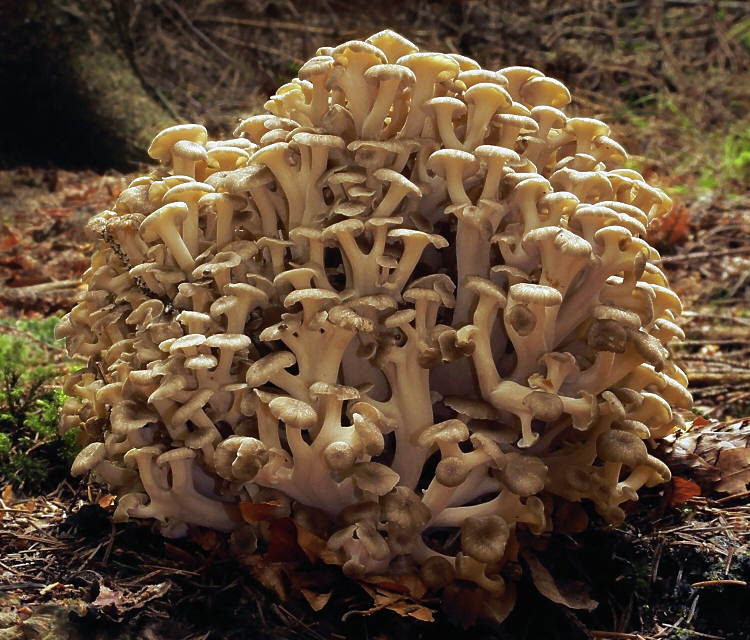
Eichhase oder Ästiger Büschel-Porling Polyporus umbellatus / Cladomeris umbellata

Verschiedene Beispiele von stielporlingsartigen Fruchtkörpern aus verschiedenen Gattungen.

## Bedeutung
Der Eichhase und der Sklerotienporling sind essbar und teilweise geschätzte Speisepilze. Die Sklerotien des Eichhasen werden seit über 2000 Jahren in China als Diuretikum verwendet. Auch die Fruchtkörper werden zu medizinischen Zwecken eingesetzt.